# Afraid
Afraid (bra: Diabólica) é um futuro filme de terror e ficção científica americano dirigido e escrito por Chris Weitz e estrelado por John Cho, Katherine Waterston, Havana Rose Liu, Lukita Maxwell, David Dastmalchian e Keith Carradine. O filme segue uma família cujo dispositivo doméstico inteligente se intromete cada vez mais em suas vidas.

## Elenco
- John Cho como Curtis
- Katherine Waterston
- Havana Rose Liu
- Lukita Maxwell
- David Dastmalchian
- Keith Carradine
- Riki Lindhome
- Greg Hill
- Ben Youcef
- Wyatt Lindner
- Isaac Bae

## Produção
Em dezembro de 2022, foi anunciado que John Cho e Katherine Waterston estrelariam They Listen, um filme de terror dirigido e escrito por Chris Weitz. O filme foi produzido pela produtora de Weitz, Depth of Field, com apoio da Blumhouse Productions e a Sony Pictures.
Em fevereiro de 2023, Greg Hill e Lukita Maxwell, Riki Lindhome e Havana Rose Liu foram adicionadas ao elenco.
As filmagens começaram em Los Angeles em dezembro de 2022. Em julho de 2024, foi lançado o primeiro trailer do filme, revelando seu novo título, Afraid.

## Lançamento
Afraid está agendado para ser lançado em 30 de agosto de 2024 nos Estados Unidos, pela Sony Pictures Releasing. Foi originalmente agendado para 25 de agosto de 2023.

## Recepção

### Crítica
No site agregador de críticas Rotten Tomatoes, 22% das 55 resenhas dos críticos são positivas, com uma classificação média de 3,9/10. O consenso do site diz: "Repetindo as batidas de melhores techno-horrores, AfrAId sofre curto-circuitos devido ao software clichê de seu roteiro e ao hardware pouco inspirado de sua arte." O Metacritic, que usa uma média ponderada, atribuiu ao filme uma pontuação de 28 em 100, baseado em 15 críticos, indicando críticas "geralmente desfavoráveis".